# Euxoa uralensis
Euxoa uralensis är en fjärilsart som beskrevs av Corti 1926. Euxoa uralensis ingår i släktet Euxoa och familjen nattflyn. Inga underarter finns listade i Catalogue of Life.